# Куп домаћих нација 1898.
Куп домаћих нација 1898. (службени назив: 1898 Home Nations Championship) је било 16. издање овог најелитнијег репрезентативног рагби такмичења Старог континента.
Такмичење није завршено, јер је Шкотска одбила да игра против Велса.

## Такмичење
Енглеска - Ирска 6-9
Ирска - Шкотска 0-8
Шкотска - Енглеска 3-3
Ирска - Велс 3-11
Енглеска - Велс 14-7

## Табела
|   | Селекција                     | ИГ | Д | Н | И | ПД | ПП | ПР  | Б |  |
| - | ----------------------------- | -- | - | - | - | -- | -- | --- | - |  |
| 1 | Рагби репрезентација Енглеске | 3  | 1 | 1 | 1 | 23 | 19 | +4  | 3 |  |
| 2 | Рагби репрезентација Шкотске  | 2  | 1 | 1 | 0 | 11 | 3  | +8  | 3 |  |
| 3 | Рагби репрезентација Велса    | 2  | 1 | 0 | 1 | 18 | 17 | +1  | 2 |  |
| 3 | Рагби репрезентација Ирске    | 3  | 1 | 0 | 2 | 12 | 25 | -13 | 2 |  |